# 尋情記
《尋情記》是湖南广播电视台旗下都市頻道情感類真人節目，曾用名《真情对对碰》、《真情》，早期在湖南卫视、湖南经视黄金8點档播出。连续两次被评为湖南省广播电视局最佳栏目。
口號為“記錄普通人的情感傳奇”，節目型態為接受民眾請託處理家庭矛盾，記者將深入拍攝矛盾現場，居中協調當事人，提供法律援助等。

## 主持人
- 王燕
- 仇晓
- 董飞
- 汪涵
- 魏哲浩
- 童鶴